# Kanton Vincennes-Ouest
Der Kanton Vincennes-Ouest war von 1967 bis 2015 ein französischer Wahlkreis im Arrondissement Nogent-sur-Marne, im Département Val-de-Marne und in der Region Île-de-France. Er bestand aus einem Teil der Stadt Vincennes.

## Bevölkerungsentwicklung
| 1990   | 1999   | 2010   |
| ------ | ------ | ------ |
| 20.588 | 21.538 | 22.476 |